# Fenntartott IP-címek
Az internetes címzési architektúrában az Internet Engineering Task Force (IETF) és az Internet Assigned Numbers Authority (IANA) különféle IP-címeket foglalt le speciális célokra. A fenntartott IP-címek alatt értjük ezeket a speciális célokra lefoglalt IP-címeket.

## Fenntartott IPv4-címek[2]
| Címtartomány       | Kezdő IP        | Utolsó IP       | Címek száma | Használat                    | Megjegyzés | Dokumentáció     |
| ------------------ | --------------- | --------------- | ----------- | ---------------------------- | --- | ---------------- |
| 0.0.0.0/32         | 0.0.0.0         | 0.0.0.0         | 1           | Szoftverek                   | Aktuális (helyi, "this") hálózat | RFC1122          |
| 0.0.0.0/8          | 0.0.0.0         | 0.255.255.255   | 16777216    | Szoftverek                   | Aktuális (helyi, "this") hálózat | RFC791           |
| 10.0.0.0/8         | 10.0.0.0        | 10.255.255.255  | 16777216    | Magánhálózat                 | Helyi kommunikáció magánhálózaton belül. | RFC6598, RFC1918 |
| 100.64.0.0/10      | 100.64.0.0      | 100.127.255.255 | 4194304     | Magánhálózat                 | Megosztott címtér a szolgáltató és előfizetői közötti kommunikációhoz szolgáltatói szintű NAT használata esetén                                   | RFC6598          |
| 127.0.0.0/8        | 127.0.0.0       | 127.255.255.255 | 16777216    | Gazdagép                     | Hálózati visszacsatolás localhost-on | RFC1122          |
| 169.254.0.0/16     | 169.254.0.0     | 169.254.255.255 | 65536       | Alhálózat                    | Egyetlen linken lévő két gazdagép közötti link-local címekre használatos, ha más módon nincs megadva IP-cím. Két gép közötti pont-pont kapcsolat. | RFC3927          |
| 172.16.0.0/12      | 172.16.0.0      | 172.31.255.255  | 1048576     | Magánhálózat                 | Helyi kommunikáció magánhálózaton belül. | RFC1918          |
| 192.0.0.0/24       | 192.0.0.0       | 192.0.0.255     | 256         | Magánhálózat                 | IETF Protocol, DS-Lite (/29) | RFC6890          |
| 192.0.0.0/29       | 192.0.0.0       | 192.0.0.7       | 8           |                              | IPv4 Service Continuity Prefix | RFC7335          |
| 192.0.0.8/32       | 192.0.0.8       | 192.0.0.8       | 1           |                              | IPv4 álcím | RFC7600          |
| 192.0.0.9/32       | 192.0.0.9       | 192.0.0.9       | 1           |                              | Port Control Protocol Anycast | RFC7723          |
| 192.0.0.10/32      | 192.0.0.10      | 192.0.0.10      | 1           |                              | Traversal Using Relays around NAT Anycast | RFC8155          |
| 192.0.0.170/32     | 192.0.0.170     | 192.0.0.170     | 1           |                              | NAT64/DNS64 felderítés | RFC8880, RFC7050 |
| 192.0.0.171/32     | 192.0.0.171     | 192.0.0.171     | 1           |                              | NAT64/DNS64 felderítés | RFC8880, RFC7050 |
| 192.0.2.0/24       | 192.0.2.0       | 192.0.2.255     | 256         | Documentation                | TEST-NET-1 | RFC5737          |
| 192.31.196.0/24    | 192.31.196.0    | 192.31.196.255  | 256         |                              | AS112-v4 | RFC7535          |
| 192.52.193.0/24    | 192.52.193.0    | 192.52.193.255  | 256         |                              | AMT | RFC7450          |
| 192.88.99.0/24     | 192.88.99.0     | 192.88.99.255   | 256         | Internet, Kivezetve: 2015.03 | Fenntartott. Korábban IPv6-ról IPv4-re terjedő továbbításhoz használták (tartalmazza a 2002::/16 IPv6-címblokkot).                                | RFC7526          |
| 192.168.0.0/16     | 192.168.0.0     | 192.168.255.255 | 65536       | Magánhálózat                 | Helyi kommunikáció magánhálózaton belül. | RFC1918          |
| 192.175.48.0/24    | 192.175.48.0    | 195.175.48.255  | 256         |                              | Direct Delegation AS112 Service | RFC7534          |
| 198.18.0.0/15      | 198.18.0.0      | 198.19.255.255  | 131072      | Magánhálózat                 | Két különálló alhálózat közötti hálózatok közötti kommunikáció benchmark tesztelésére szolgál                                                     | RFC2544          |
| 198.51.100.0/24    | 198.51.100.0    | 198.51.100.255  | 256         | Documentation                | TEST-NET-2 | RFC5737          |
| 203.0.113.0/24     | 203.0.113.0     | 203.0.113.255   | 256         | Documentation                | TEST-NET-3 | RFC5737          |
| 224.0.0.0/4        | 224.0.0.0       | 239.255.255.255 | 268435456   | Internet                     | multicast (D-osztályú hálózat) |                  |
| 233.252.0.0/24     | 233.252.0.0     | 233.252.0.255   | 256         | Documentation                | MCAST-TEST-NET |                  |
| 240.0.0.0/4        | 240.0.0.0       | 255.255.255.254 | 268435455   | Internet                     | Jövőbeli használatra fenntartva (E-osztályú hálózat)                                                                                              | RFC1112          |
| 255.255.255.255/32 | 255.255.255.255 | 255.255.255.255 | 1           | Subnet                       | Korlátozott broadcast célcím | RFC8190, RFC919  |

## Fenntartott IPv6-címek
| Address block (CIDR)     | First address                 | Last address                                | Number of addresses         | Usage               | Purpose                                                                                    |
| ------------------------ | ----------------------------- | ------------------------------------------- | --------------------------- | ------------------- | ------------------------------------------------------------------------------------------ |
| ::/128                   | ::                            | ::                                          | 1                           | Software            | Unspecified address                                                                        |
| ::1/128                  | ::1                           | ::1                                         | 1                           | Host                | Loopback address—a virtual interface that loops all traffic back to itself, the local host |
| ::ffff:0:0/96            | ::ffff:0.0.0.0 ::ffff:0:0     | ::ffff:255.255.255.255 ::ffff:ffff:ffff     | 232                         | Software            | IPv4-mapped addresses                                                                      |
| ::ffff:0:0:0/96          | ::ffff:0:0.0.0.0 ::ffff:0:0:0 | ::ffff:0:255.255.255.255 ::ffff:0:ffff:ffff | 232                         | Software            | IPv4-translated addresses                                                                  |
| 64:ff9b::/96             | 64:ff9b::0.0.0.0 64:ff9b::0:0 | 64:ff9b::255.255.255.255 64:ff9b::ffff:ffff | 232                         | The global Internet | IPv4/IPv6 translation                                                                      |
| 64:ff9b:1::/48           | 64:ff9b:1::                   | 64:ff9b:1:ffff:ffff:ffff:ffff:ffff          | 280, with 248 for each IPv4 | Private internets   | IPv4/IPv6 translation                                                                      |
| 100::/64                 | 100::                         | 100::ffff:ffff:ffff:ffff                    | 264                         | Routing             | Discard prefix                                                                             |
| 2001::/32                | 2001::                        | 2001:0:ffff:ffff:ffff:ffff:ffff:ffff        | 296                         | The global Internet | Teredo tunneling                                                                           |
| 2001:20::/28             | 2001:20::                     | 2001:2f:ffff:ffff:ffff:ffff:ffff:ffff       | 2100                        | Software            | ORCHIDv2                                                                                   |
| 2001:db8::/32            | 2001:db8::                    | 2001:db8:ffff:ffff:ffff:ffff:ffff:ffff      | 296                         | Documentation       | Addresses used in documentation and example source code                                    |
| 2002::/16                | 2002::                        | 2002:ffff:ffff:ffff:ffff:ffff:ffff:ffff     | 2112                        | The global Internet | The 6to4 addressing scheme (deprecated)                                                    |
| 3fff::/20                | 3fff::                        | 3fff:fff:ffff:ffff:ffff:ffff:ffff:ffff      | 2108                        | Documentation       | Addresses used in documentation and example source code                                    |
| 5f00::/16                | 5f00::                        | 5f00:ffff:ffff:ffff:ffff:ffff:ffff:ffff     | 2112                        | Routing             | IPv6 Segment Routing (SRv6)                                                                |
| fc00::/7                 | fc00::                        | fdff:ffff:ffff:ffff:ffff:ffff:ffff:ffff     | 2121                        | Private internets   | Unique local address                                                                       |
| fe80::/64 from fe80::/10 | fe80::                        | fe80::ffff:ffff:ffff:ffff                   | 264                         | Link                | Link-local address                                                                         |
| ff00::/8                 | ff00::                        | ffff:ffff:ffff:ffff:ffff:ffff:ffff:ffff     | 2120                        | The global Internet | Multicast address                                                                          |